# Ural-43206
Der Ural-43206 (russisch Урал-43206) ist ein Lastwagen mit Allradantrieb aus der Produktion des russischen Uralski Awtomobilny Sawods. Er basiert auf dem deutlich bekannteren Ural-4320 und wird seit 1996 in Serie gebaut. Wesentlichster Unterschied ist, dass der Ural-43206 nur zwei Achsen hat, eine weniger als das Grundmodell.

## Fahrzeugbeschreibung

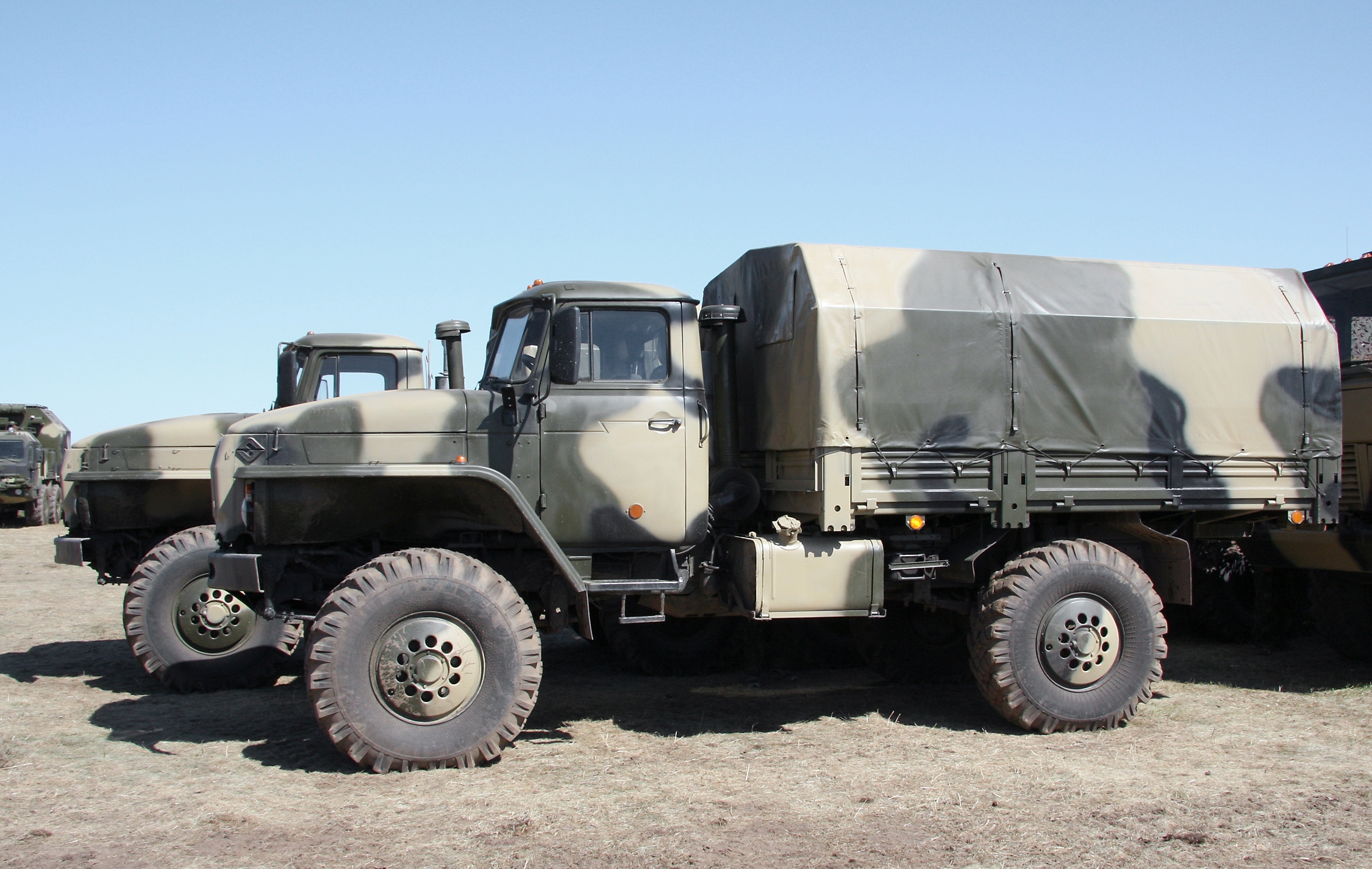
Ural-43206 (2010)

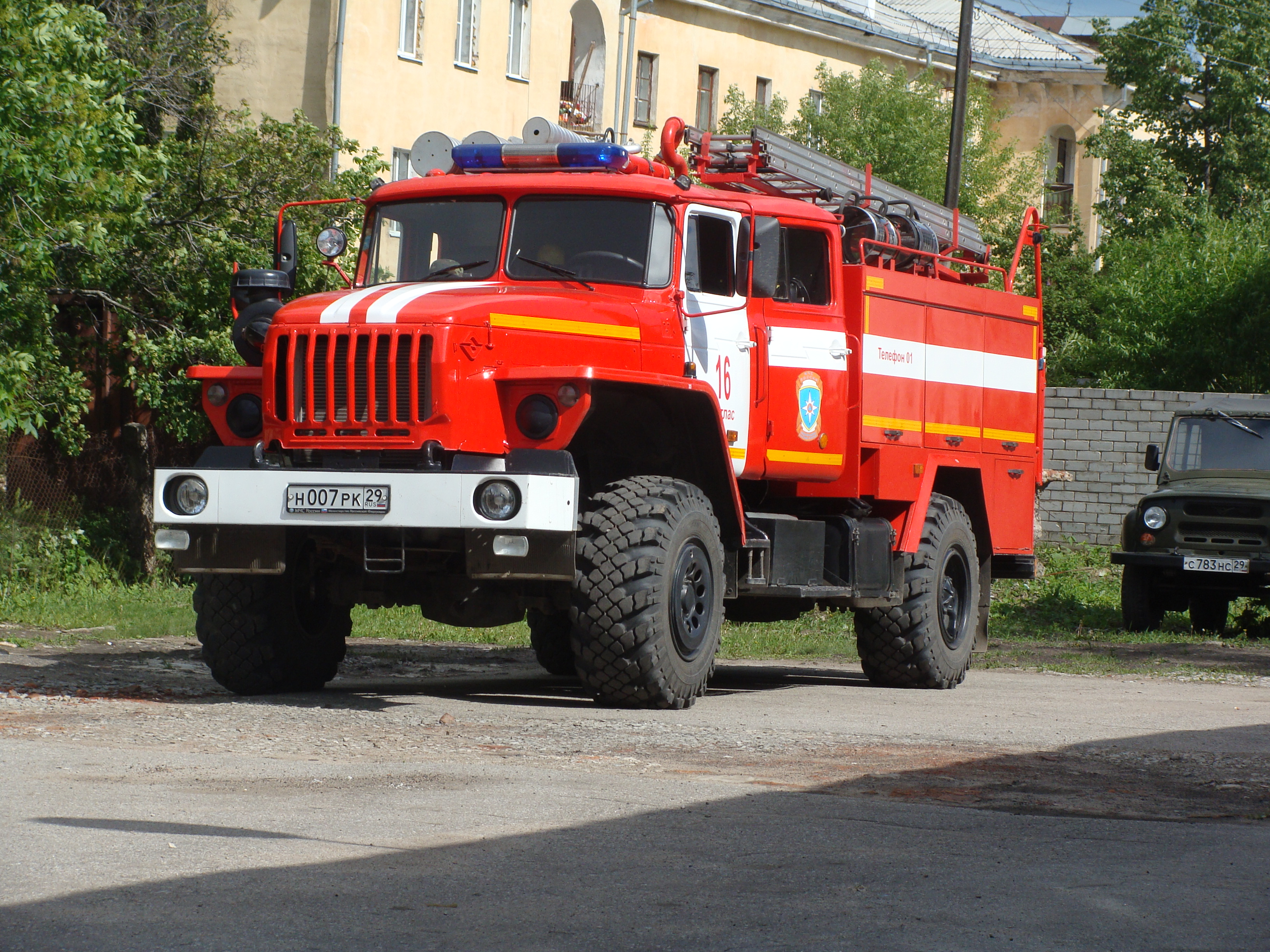
Löschfahrzeug AZ-3.0-40 auf Basis des Ural-43206 (2012)

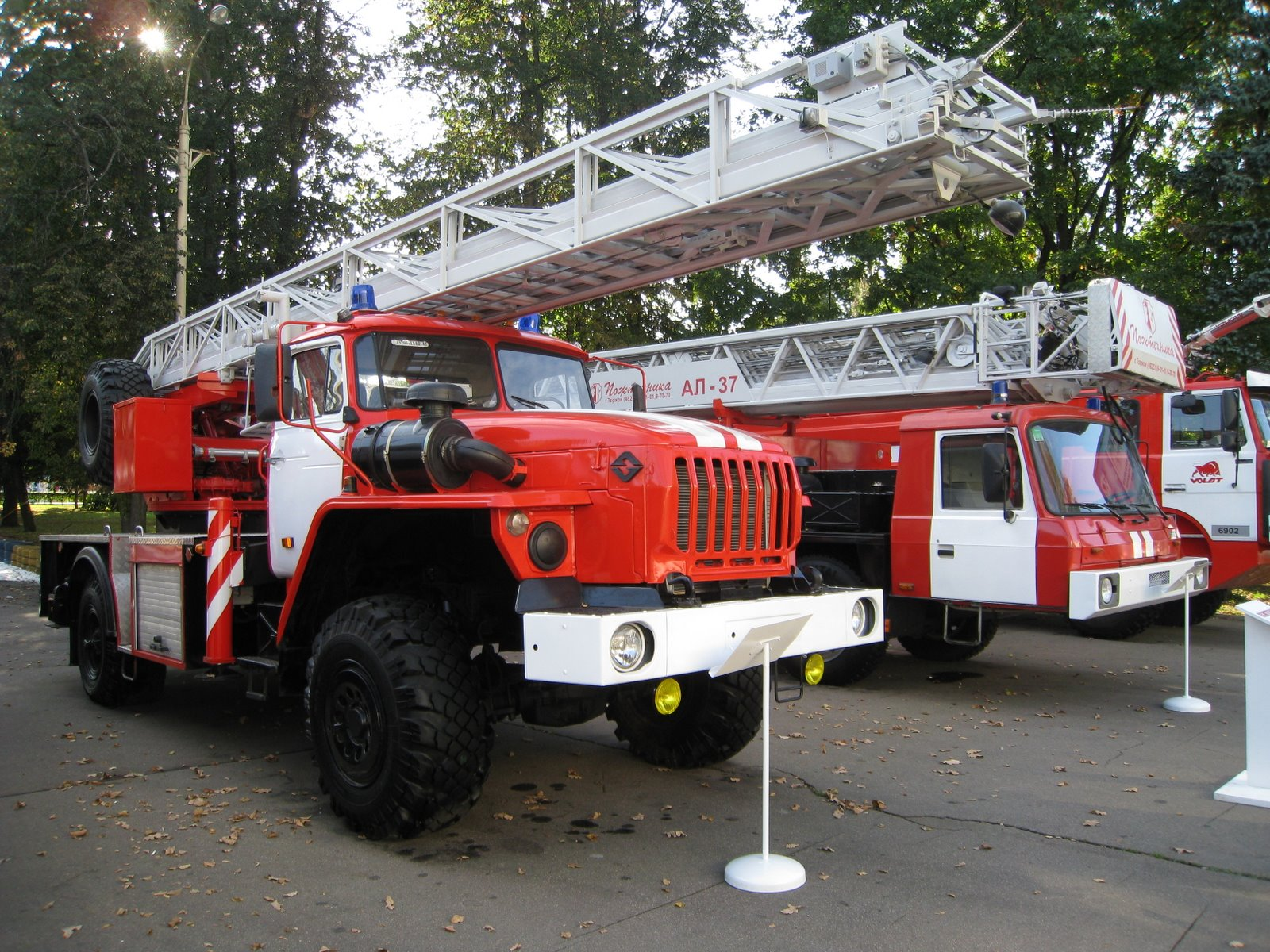
Feuerwehrfahrzeug, hier eine Drehleiter, auf dem Fahrgestell des Ural-43206 (2008)

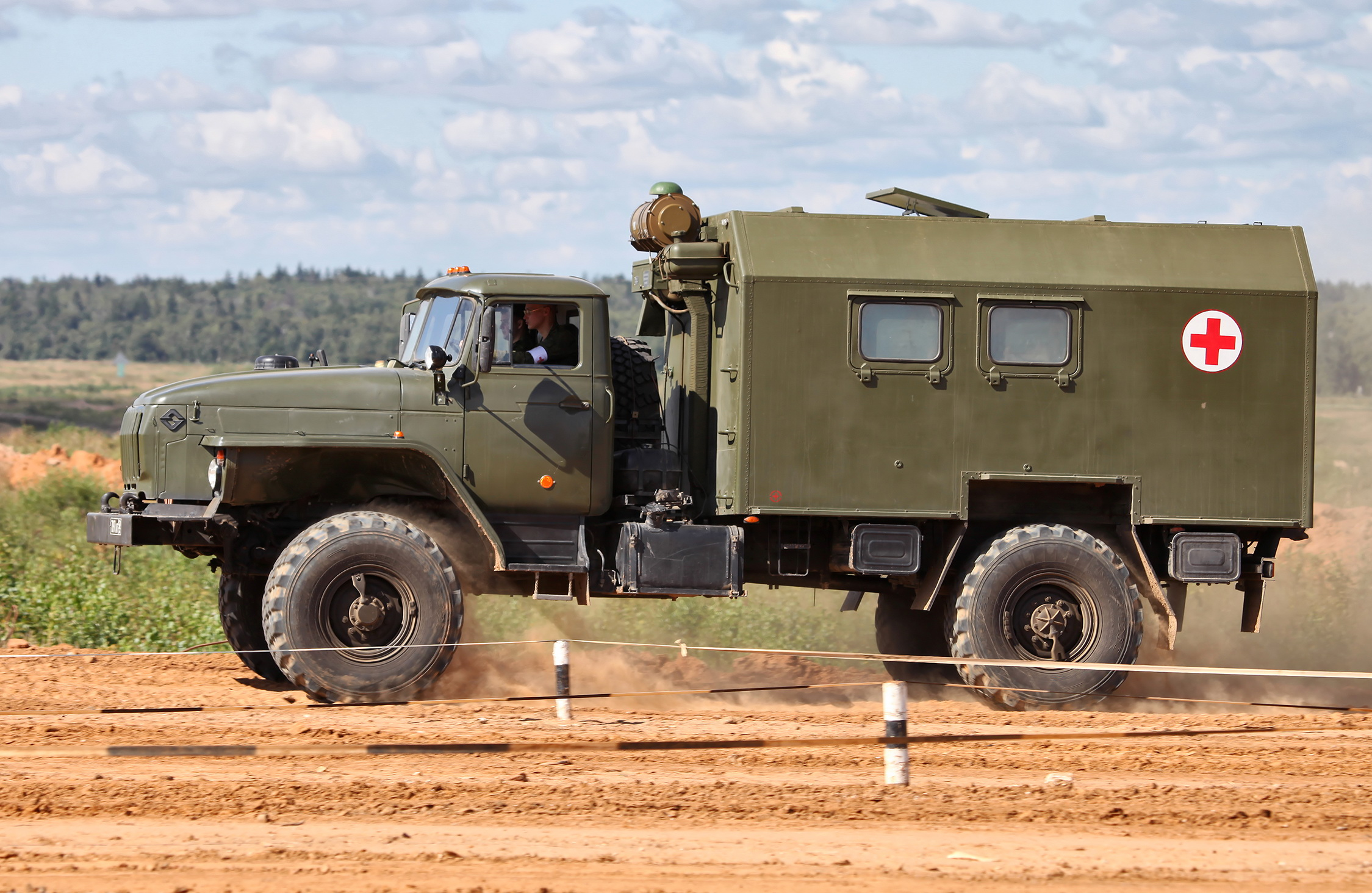
Ural-43206 als militärisches Sanitätsfahrzeug (2013)

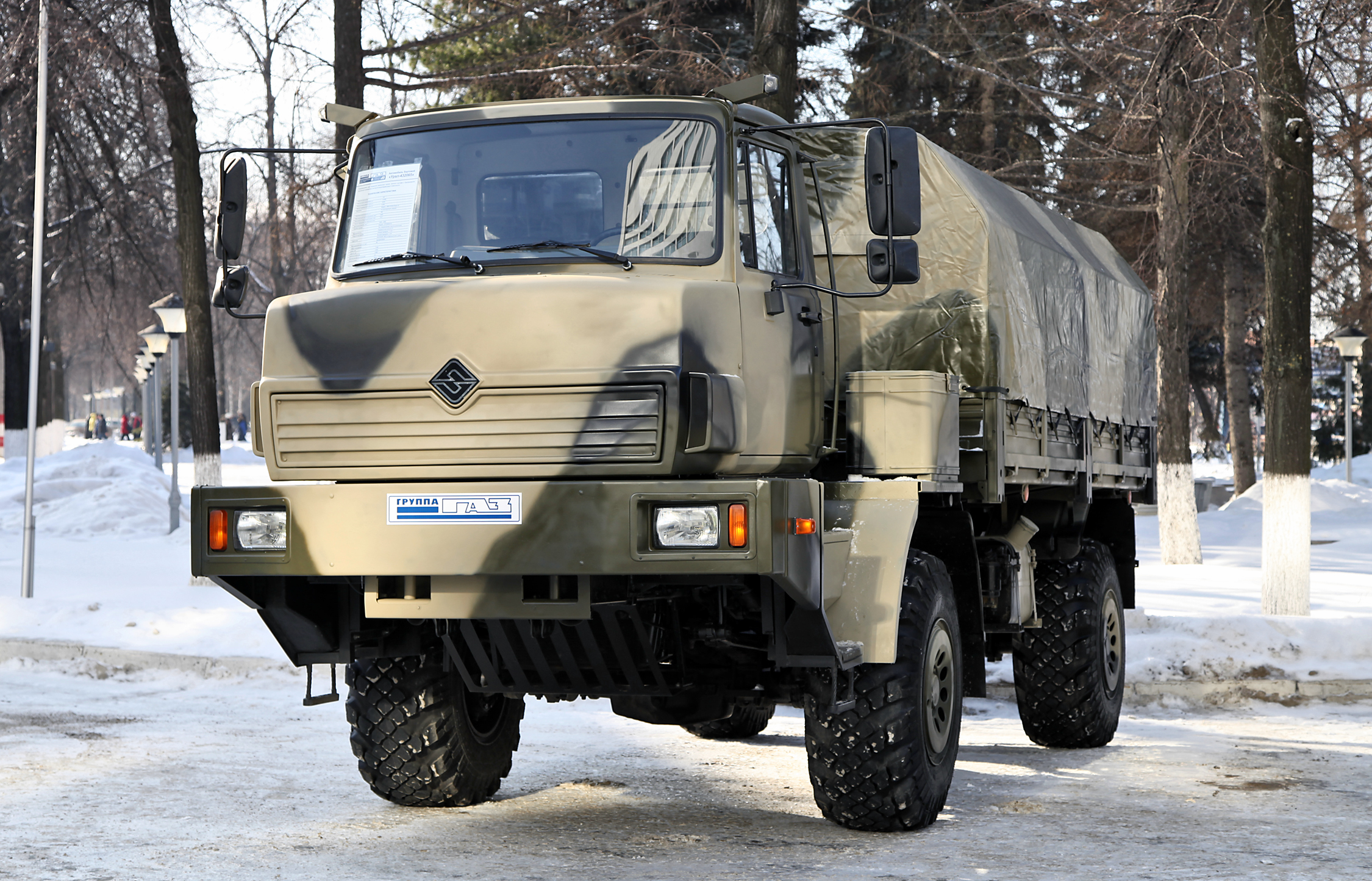
Ural-432065 mit überarbeiteter Kabine des GAZ-3307 (2013)

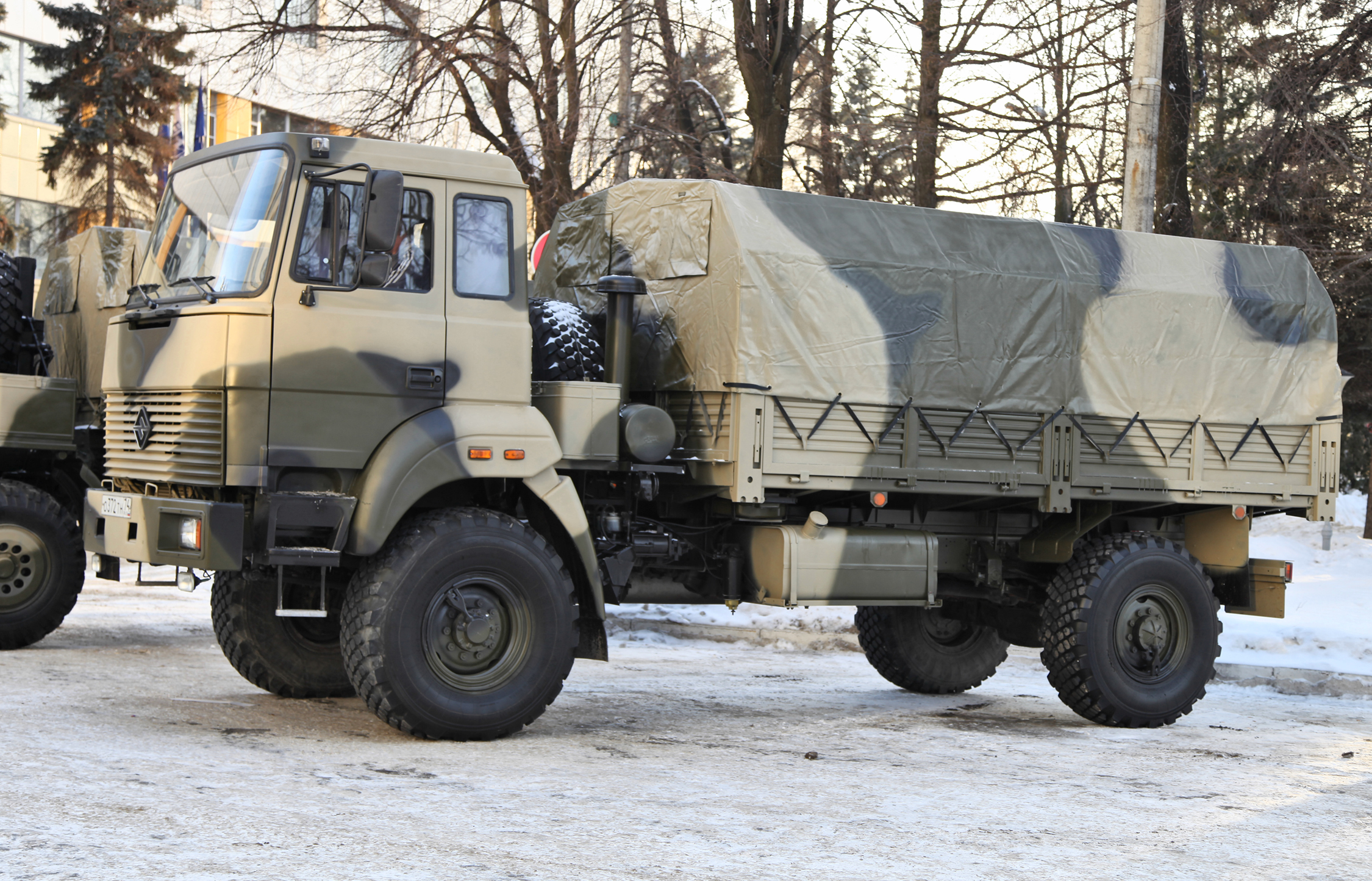
Ural-43206-59 in modernerer Ausführung als Frontlenker (2013)

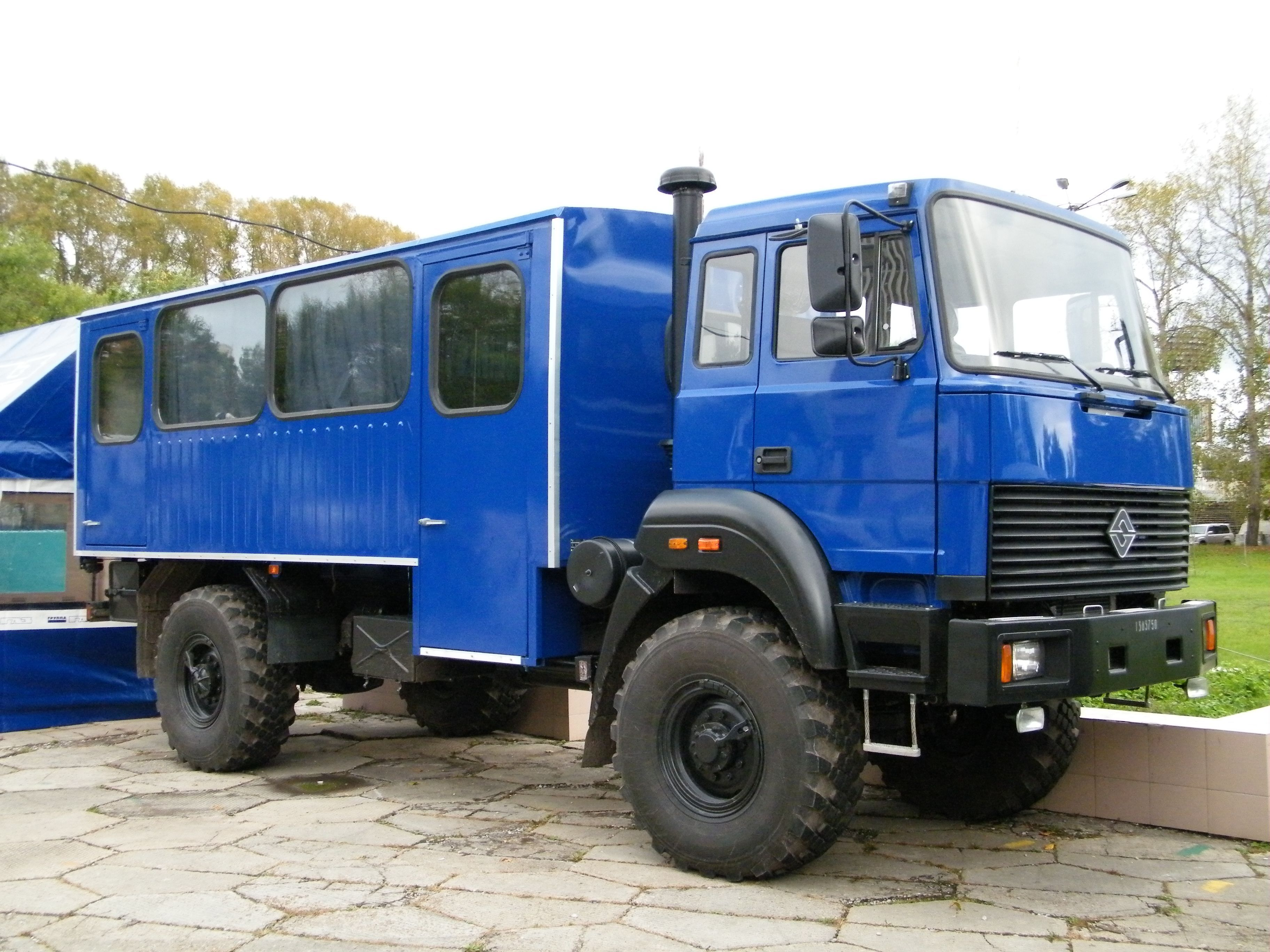
Ural-32552 zur Personenbeförderung auf Basis des Ural-43206 (2012)

Die Produktion des Ural-43206 begann einige Zeit nach dem Zerfall der Sowjetunion im Jahr 1996. Etwa zur gleichen Zeit erschienen auch Fahrzeuge wie der KamAZ-4326, die ein ganz ähnliches Anforderungsprofil erfüllen.
Die Lastwagen wurden seit Beginn der Produktion mit Sechszylindermotoren ausgestattet. Diese stammen alle aus der Fertigung des ebenfalls russischen Jaroslawski Motorny Sawods (JaMZ). Vor einigen Jahren kamen noch durchweg Motoren vom Typ JaMZ-236 zum Einsatz. Der großvolumige Sechszylinder-Dieselmotor mit 11,15 Litern Hubraum leistet 180 PS (132 kW) und wurde bereits Mitte der 1960er-Jahre in Fahrzeugen wie dem MAZ-500 verbaut. Obwohl der JaMZ-236 auch heute noch in Lkw des Uralski Awtomobilny Sawods Verwendung findet, zum Beispiel im nahe verwandten Ural-5557, wird er im Ural-43206 nicht mehr eingesetzt. Stattdessen kommen modernere Sechszylinder-Dieselmotoren zum Einsatz. Sie werden aber nach wie vor von JaMZ zugeliefert. Mit Stand 2016 werden sowohl V-Motoren als auch Reihensechszylinder verbaut. Letztere erreichen maximal Leistungen von 240 PS (176 kW), wobei der Hubraum mit 6,65 Litern auf gut die Hälfte der älteren Motorisierungen geschrumpft ist.
In den letzten Jahren (nach 2010) erschienen auch Fahrzeuge, deren Design und Konstruktion grundsätzlich überarbeitet wurde. Sie haben nicht mehr die typischen langen Hauben des Ural-4320, sondern sind als Frontlenker ausgeführt. Die Kabinen stammen zum Teil, wie auch beim Ural-5323, von der Iveco T-Reihe. Der Ural-432065 erhielt dagegen ein völlig anderes Fahrerhaus mit kurzer Haube, die gesamte Kabine sitzt auffällig weit vor der Vorderachse. Das Fahrerhaus wurde komplett, jedoch ohne Kotflügel und Motorhaube, vom GAZ-3307 übernommen. Da sowohl das Uralski Awtomobilny Sawod als auch das Gorkowski Awtomobilny Sawod (GAZ) dem gleichen Mutterkonzern, der GAZ-Gruppe, angehören, ist dies problemlos möglich. Mit Stand 2016 werden vom Hersteller die Pritschenmodelle jedoch einheitlich mit der traditionellen langen Front ausgeliefert.

## Modellvarianten
Der Lastwagen wird in seiner Grundausführung in mehreren sich unterscheidenden Versionen gebaut. Die nachfolgende Liste gibt einen Überblick über die wichtigsten Versionen des Fahrzeugs mit Standardaufbau. Sie erhebt keinen Anspruch auf Vollständigkeit.
- Ural-43206 – Grundausführung mit Pritsche und Plane. 2010 noch mit JaMZ-236M2-Motor mit 180 PS (132 kW) ausgerüstet, heute mit moderneren Motoren bestückt. Die Zuladung kann 3,5 oder 4,2 Tonnen betragen, abhängig unter anderem von der Motorisierung. Die leichteren Modelle werden mit 230 PS, die schwereren mit 240 PS angeboten, wobei sich die verbauten Motoren deutlich unterscheiden.
- Ural-43206-59 – Version in modernerer Frontlenkerbauweise und anderem Fahrerhaus.
- Ural-432060 – Modell mit Doppelkabine und Ladekran von 2010. Die Zuladung beträgt nur 3,5 Tonnen.
- Ural-432065 – Anders als das Grundmodell mit einer völlig überarbeiteten Fahrerkabine ausgerüstet, die weit vor der Vorderachse sitzt. Die lange Haube wurde durch eine „Kurzhauberkonstruktion“ ersetzt.
- Ural-432067 – Mit Doppelkabine, ohne Ladekran. Aktuell als Ural-43206-0551 bezeichnet und mit zwei unterschiedlichen Motorisierungen (230/240 PS) angeboten.

Neben den Versionen als Pritschenwagen wurde und wird der Ural-43206 auch als Fahrgestell ohne Aufbau angeboten. Diese Fahrgestelle dienen einer ganzen Reihe Spezialaufbauten als Plattform. Dazu zählen Tankfahrzeuge ebenso wie Feuerwehrfahrzeuge, Sonderfahrzeuge für die Ölindustrie oder Lastwagen mit Aufbauten für die Personenbeförderung. Die nachfolgende Liste ist nicht unbedingt vollständig.
- Ural-43206 – Ausführung als Fahrgestell ohne Aufbau.
- Ural-43206-1551 – Fahrgestell mit Doppelkabine und ohne Aufbau.
- Ural-32552 – Mit Aufbau zur Personenbeförderung. 2010 noch als Langhauber ausgeführt, mittlerweile auch als Frontlenker am Markt.
- ATZ-5-43206 – Tankfahrzeug zum Transport von 5000 Litern brennbaren Treibstoff.
- ATsP-3.0-40 – Tanklöschfahrzeug für den Einsatz bei Feuerwehren.
- BKM-515 – Mobiles Bohrgerät für unterschiedliche Einsatzzwecke, insbesondere auch für den Bau von Stromleitungen.
- ANRW-43206 – Mobile Reparaturwerkstatt für diverse Arbeiten auf Ölfeldern und an Wasser- und Abwassersystemen.
- 432069 Schneefräse – Schwere Schneefräse auf Basis des Ural-43206, dabei wird sowohl für die Fräse als auch für die Fortbewegung des Fahrzeugs der gleiche Motor verwendet.
- MKD-43206 – Straßenkehrmaschine.
- ASP-43206 – Abschleppwagen mit Ladekran, der auch für andere Güter als Autos genutzt werden kann.

## Militärischer Einsatz
Das Fahrzeug wird von Russland im Russisch-Ukrainischen Krieg eingesetzt. Laut dem Oryx-Blog gingen mit Stand November 2024 193 Fahrzeuge verloren.

## Technische Daten
Die hier aufgeführten Daten gelten für Fahrzeuge vom Typ Ural-43206-71 (Pritschenfahrzeug), wie sie der Hersteller Mitte 2016 produzierte. Die Daten zu den Abmessungen des Fahrzeugs sowie zu den überwindbaren Hindernissen stammen aus 2010. Über die lange Bauzeit hinweg und aufgrund verschiedener Modifikationen an den Fahrzeugen können einzelne Werte leicht schwanken.
- Motor: Viertakt-R6-Dieselmotor
- Motortyp: JaMZ-53642.10
- Leistung: 240 PS (176 kW)
- maximales Drehmoment: 902 Nm
- Hubraum: 6,65 l
- Bohrung: 105 mm
- Hub: 128 mm
- Motorgewicht: 620 kg
- Abgasnorm: EURO 4
- Getriebe: manuelles Fünfgang-Schaltgetriebe mit Geländeuntersetzung
- Getriebetyp: JaMZ-0905
- Höchstgeschwindigkeit: 85 km/h
- Tankinhalt: 210 + 180 l
- Antriebsformel: 4×4

Abmessungen und Gewichte
- Länge: 7475 mm
- Breite: 2500 mm
- Höhe: 2965 mm
- Wendekreis: 22,2 m
- Leergewicht: 7595 kg
- Zuladung: 4200 kg
- zulässiges Gesamtgewicht: 13.300 kg
- maximale Achslast vorne: 5300 kg
- maximale Achslast hinten: 8000 kg
- Anhängelast: 7000 kg
- maximal befahrbare Steigung: 58 %
- maximale Wattiefe: 1,2 m